# إزيكياش
ترافيز ميلو (بالبرتغالية: Ezequias Roosevelt Tavares de Melo‏) (28 يناير 1981 في البرازيل - ) هو لاعب كرة قدم برازيلي في مركز الظهير. لعب مع رابيد بوخارست ونادي أكاديميكا كويمبرا ونادي براشوف ونادي بورتو ونادي بيرا مار ونادي جل فيسنتي ونادي ليتشويس ونادي ماريتيمو ونادي كورينثيانس ألاغوانو وIndependente Atlético Clube de Tucuruí ‏ وC.S. Marítimo B ‏ وAssociação Atlética Santa Cruz ‏.

## روابط خارجية
- ترافيز ميلو على موقع قاعدة بيانات كرة القدم.إي يو (الإنجليزية)
- ترافيز ميلو على موقع Soccerway.com (الإنجليزية)
- ترافيز ميلو على موقع عالم كرة القدم.نت (الإنجليزية)